# Asynarchus pacificus
Asynarchus pacificus là một loài Trichoptera trong họ Limnephilidae. Chúng phân bố ở miền Tân bắc.